# Juan Eduardo Herrera
Juan Eduardo Herrera Correa (Santiago de Chile, 1 de agosto de 1939-20 de junio de 2014) fue un economista, consultor y político chileno. Fue integrante del Consejo del Banco Central de su país.

## Carrera profesional
Estudió ingeniería comercial en la Universidad de Chile y, posteriormente, realizó un posgrado en la Universidad de Cambridge, Reino Unido.
Fue director de estudios económicos de la Dirección de Presupuesto del Ministerio de Hacienda. Con posterioridad se incorporó a la estatal Corporación Nacional del Cobre de Chile (Codelco-Chile), donde desempeñó los cargos de jefe del departamento de estudios, jefe de la división comercial y subgerente de ventas durante cinco años, contribuyendo a crear la primera gerencia de ventas en Santiago.
Posteriormente fue gerente del área Latinoamérica del trader Anglo Chemical & Ore, en Londres; y, a su retorno a Chile, trabajó como gerente de estudios de Fintesa, en la financiera que dio origen al Banco del Desarrollo y como gerente de finanzas de Refimet.
En 1989 fue designado miembro del primer Consejo del Banco Central que funcionó bajo la nueva Ley Orgánica de la República que le concedió plena autonomía. Ejerció como vicepresidente del banco entre 1991 y 1993, mismo año en el que abandonó la entidad.
Volvió entonces a Codelco, esta vez como vicepresidente de comercialización, periodo en el que le tocó enfrentar el escándalo desatado por la pérdida de unos US$ 200 millones en operaciones de futuros de cobre, plata y oro. Permaneció en la empresa los siguientes años, ahora como vicepresidente de administración y finanzas, y, más tarde, de estrategias y negocios. En agosto de 2007 abandonó este último cargo, quedando, hasta 2010, como asesor de la presidencia ejecutiva.